# Scelolyperus flavicollis
Scelolyperus flavicollis är en skalbaggsart som först beskrevs av J. L. Leconte 1859.  Scelolyperus flavicollis ingår i släktet Scelolyperus och familjen bladbaggar. Inga underarter finns listade i Catalogue of Life.